# Vassouras (tiểu vùng)
Vassouras là một tiểu vùng thuộc bang Rio de Janeiro, Brasil. Tiều vùng này có diện tích 1555 km², dân số năm 2007 là 150737 người.